# Tomáš Kazár
Tomáš Kazár (8 ottobre 1984) è un calciatore ceco, centrocampista dello Zenit Čáslav.